# Europa Philharmonie

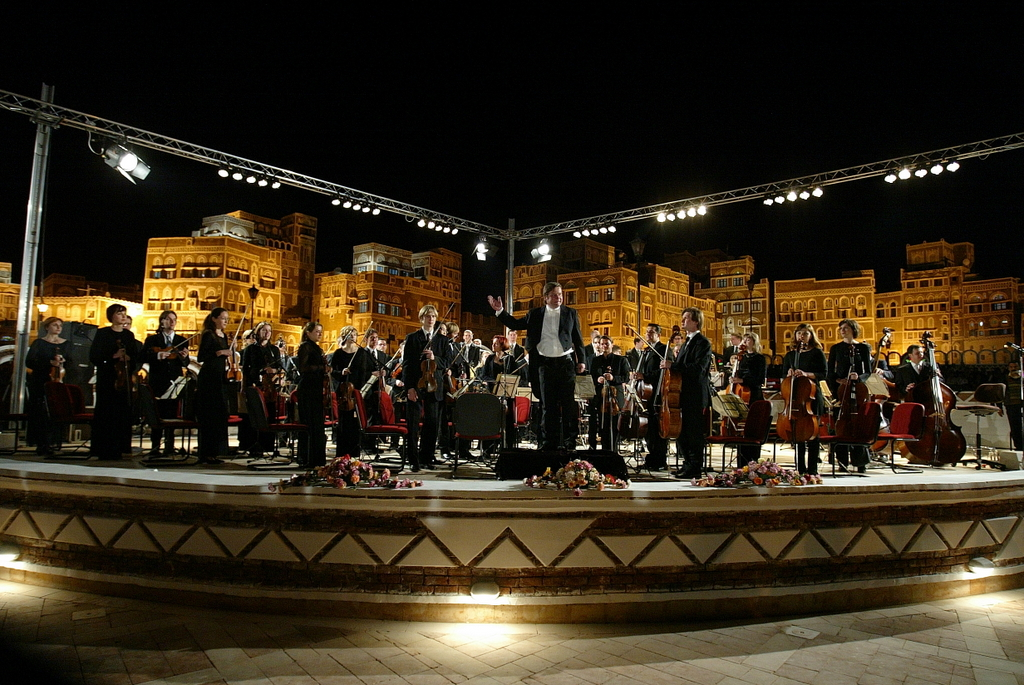
Europa Philharmonie

Europa Philharmonie jest europejską orkiestrą symfoniczną złożoną z muzyków krajów Unii Europejskiej, oraz muzyków z całego świata, dla których Europa stała się domem. Od 2009 roku orkiestra ma swoją siedzibę w Badenii-Wirtembergii, Niemcy i jest wspierana przez stowarzyszenie Przyjaciele Europa Philharmonie. Założycielem i pierwszym dyrygentem jest Reinhard Seehafer.

## Historia
Idea orkiestry europejskiej wyszła od dyrektora generalnego profesora Wolf-Dietera Ludwiga i pierwszego dyrygenta, Reinharda Seehafera, po tym jak zniknęły granice w Europie, a później pod nazwą Europa Philharmonie, została wzmocniona poprzez pracę z dyrektorem artystycznym Ferrym Tomaszykiem podczas światowych występów gościnnych jako ambasadorowie Republiki Federalnej Niemiec. Debiut orkiestry miał miejsce w 1996 roku podczas telewizyjnej transmisji stacji 3sat, na żywo, na całą Europę. Orkiestra wykonała Symfonię II c-moll „Zmartwychwstanie” Gustava Mahlera, w kościele św. Piotra, w Görlitz, pod dyrekcją Reinharda Seehafera, przy współpracy z Fundacją Krzyżowa dla Porozumienia Europejskiego.
Europa Philharmonie opowiada się z tolerancyjną i zjednoczoną Europą, co ma odzwierciedlenie w patronatach prezydentów Polski i Niemiec, oraz przewodniczącego Niemieckiego Parlamentu, a także pracy rady stowarzyszenia „Indivisible Europe”, której członkami są: profesor Kurt Masur, Le’a Rabin (zmarła 12 listopada 2000), Hans-Dietrich Genscher i prof. dr Dieter Stolte.
W latach 1998–2007 orkiestra miała swoją siedzibę w Schloss Hundisburg (Zamek Hundisburg) w landzie Sachsen-Anhalt, który to jest jednym z najważniejszych barokowych zamków w północnych Niemczech.

## Światowa aktywność koncertowa
- w ramach uświetnienia 30 rocznicy stosunków dyplomatycznych pomiędzy Republiką Federalną Niemiec a Chińską Republiką Ludową, w roku 2002, Europa Philharmonie dała cykl występów gościnnych w Szanghaju, Pekinie i pięciu innych miastach Chin.
- W 2004, orkiestra była pierwszym zespołem symfonicznym na świecie, który wystąpił w Sanie, stolicy Jemenu, podczas koncertu inaugurującego „Sana – Stolica Kultury Świata Arabskiego”, w towarzystwie swojego patrona, ówczesnego przewodniczącego Bundestagu – Wolfganga Thierse oraz jemeńskiego ministra Kultury i Turystyki Khalida Al-Rewaishana. Oprócz zaproszonych gości świadkami koncertu było 5000 mieszkańców dzielnicy Stare Miasto, miasta Sany. Koncert był także transmitowany telewizyjnie do krajów świata arabskiego. podczas tego tournée orkiestra odwiedziła także Abu Zabi, Adżman i Oman, gdzie wystąpiła z tradycyjnymi Koncertami Noworocznymi.
- Koncert galowy „Witamy w Europie” w 2004, transmitowany telewizyjnie, odbył się w stolicy Cypru, Nikozji, z okazji zbliżającego się wstąpienia Cypru do Unii Europejskiej.
- W 2005 roku orkiestra odbyła trasę koncertową jako ambasadorowie Republiki Federalnej Niemiec, z okazji 60 rocznicy zakończenia II wojny światowej, od Kefalonii do Aten i Krety – miejsc, gdzie doszło do masakr ludności greckiej w czasie tej wojny.
- „Gala Bożonarodzeniowa” 2005 w mieście Antalii w Turcji, gdzie orkiestra została nagrodzona za swoją działalność na rzecz porozumienia międzykulturowego.

## Obecne projekty
- Edukacja o Muzyka dla uczniów pod patronatem prof. dr Clausa Hippa
- Europa potrzebuje młodzieży dla uczniów i studentów w Niemczech, Szwajcarii i Francji.
- Kulturowa długotrwałość dla przyszłych pokoleń z projektami dotyczącymi zmian klimatycznych i ochrony środowiska naturalnego